# 龙门河 (雷州)
龙门河，又名海康河，位于中华人民共和国广东省西南部雷州市境内，发源于雷州市西南部，金星农场九队东南的石卯岭，蜿蜒向西北流，经龙门水库、龙门镇，于北和镇海康港注入南海北部湾。河长65千米，平均比降1.45‰，流域面积406平方千米。年均径流量2.11亿立方米。